# Hereti

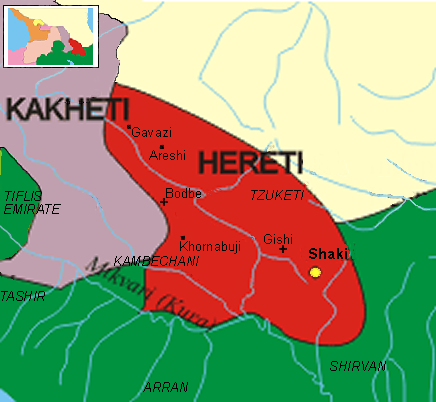
Koninkrijk Hereti rond 950

Hereti (Georgisch:ჰერეთი, Herethi) was een historische regio (mchare) in het middeleeuwse Georgisch-Albanische grensgebied. Het komt overeen met het huidige zuidoostelijke deel van de hedendaagse Georgische regio Kacheti, en een deel van de noordwestelijke districten van Azerbeidzjan.
Chevi · Chevsoeretië · Ertso-Tianeti · Goedamakari · Hereti · Kartli · Koecheti · Letsjchoemi · Mingrelië · Mtioeleti · Psjavi · Ratsja · Svanetië · Tao-Klardzjeti · Toesjeti · Trialeti